# امیرآباد (دوآب)
امیرآباد روستایی در دهستان دوآب بخش دوآب صمصامی شهرستان کوهرنگ استان چهارمحال و بختیاری ایران است.

## جمعیت
بر پایه سرشماری عمومی نفوس و مسکن در سال ۱۳۹۵ جمعیت این مکان ۱۶۱ نفر (۵۵خانوار) بوده‌است.